# 泉浩
泉浩（日语：／ Izumi Hiroshi，1982年6月22日—），日本男子柔道运动员。他曾代表日本参加2004年和2008年夏季奥林匹克运动会柔道比赛，其中2004年奥运会获得一枚银牌。他也曾参加2006年亚洲运动会。妻子為女藝人末永遙，兩人於2014年2月22日結婚，現有一子一女。